# Tetrazygia
Tetrazygia là chi thực vật có hoa trong họ Mua.